# Joël Corminbœuf
Joël Corminbœuf (født 16. marts 1964 i Fribourg, Schweiz) er en tidligere schweizisk fodboldspiller (målmand).
Corminbœufs karriere, der strakte sig fra 1985 til 2000, blev hovedsageligt tilbragt hos Neuchâtel Xamax i hjemlandet. Her var han i 1987 og 1988 med til at vinde det schweiziske mesterskab. Han spillede også en enkelt sæson i fransk fodbold hos RC Strasbourg, og havde desuden et ophold på få måneder hos FC Zürich.
Corminbœuf spillede desuden otte kampe for det schweiziske landshold. Han var en del af det schweiziske hold til EM i 1996 i England. Han kom dog ikke på banen i turneringen, hvor holdet blev slået ud efter det indledende gruppespil.